# Тауфік

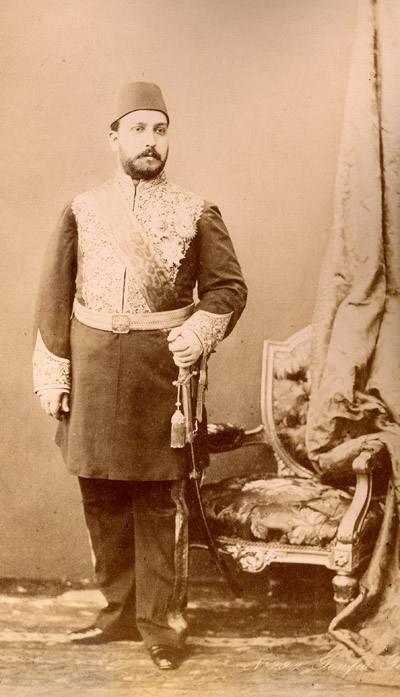

Тауфі́к (Мухаммед Тевфік-паша; араб. محمد توفيق باشا Muḥammad Tawfīq Bāshā, тур. Tevfik Paşa, *15 листопада 1852 — 7 січня 1892) — хедив Єгипту в 1879—1892, син Ісмаїла-паші.

## Біографія
Народився 15 листопада 1852. Його матір'ю була принцеса Шафік-Нур. Його не відправляли до Європи, щоб здобувати освіту, як його молодші брати, тому він виріс у Єгипті.
26 червня 1879 Ісмаїл-паша, за змовою Британії та Франції, був усунений від управління, а Тауфіка проголошено хедівом.
Зростаюча грошова криза в країні змусила хедива різко скоротити армію. З 94 тис. військовослужбовців у 1874 р. армія була скорочена до 36 000 у 1879 Це створило великий клас безробітних та невдоволених офіцерів армії всередині країни. Згубна ефіопсько-єгипетська війна в 1875-1876 рр. також розлютила офіцерів, які відчували, що уряд нерозумно послав їх у конфлікт. Війська Єгипту також залишили порти Сомалі.
У 1881 розпочалося пряме повстання військ Орабі проти англо-французької адміністрації хедіва Теуфіка. Офіцери Орабі вимагали скликати новий уряд і розпочати реформи військової та цивільної адміністрацій Єгипту. У 1882 р. британці обстріляли Олександрію та почали вторгнення. Дійшовши Каїру британські війська скинули Орабі та відновили правління хедива.
Помер 7 січня 1892 року в палаці у Хелуані поблизу Каїра, а його наступником став його старший син Аббас II.